# Absorbtividade molar
Absorbtividade molar (também citada como absorvidade molar ou absortividade molar), anteriormente conhecida como coeficiente de extinção molar, é a capacidade que um mol de substância em atenuar luz incidida em um dado comprimento de onda, ou em outras palavras, o quão fortemente uma substância absorve radiação de uma determinada frequência.
É uma propriedade intrínseca das substâncias. A absortividade molar depende da substância, do comprimento de onda utilizado (pois substâncias podem ter diferentes absorções para diferentes comprimentos de onda), da temperatura e do solvente no qual estão dissolvidas.

## Cálculo
A absortividade molar é obtida através de medidas espectrofotométricas.
Para uma amostra com apenas uma espécie ativa no comprimento de onda medido de acordo com a lei de Beer-Lambert:
{\displaystyle \ A=\epsilon cl}
{\displaystyle \varepsilon ={\frac {A}{c\ell }}}
onde
- ε é o coeficiente de absortividade molar da espécie;
- A é a absorbância da amostra;
- c é a concentração molar da espécie;
- ℓ  é o comprimento atravessado pelo feixe de radiação (caminho óptico).

As unidades de ε são usualmente expressas em M−1cm−1 ou L mol−1cm−1.
Cada espécie química possui um valor de absortividade molar para cada comprimento de onda.
Quando existe mais de uma substância ativa no comprimento de onda medido:
{\displaystyle {\begin{cases}{\displaystyle \ A_{\lambda 1}={\bigl (}\epsilon _{a,\lambda 1}c_{a}+\epsilon _{b,\lambda 1}c_{b}+...{\bigr )}l}\\...\\{\displaystyle A_{\lambda n}={\bigl (}\epsilon _{a,\lambda n}c_{a}+\epsilon _{b,\lambda n}c_{b}+...{\bigr )}l}\end{cases}}}
Onde os índices λ se referem às medidas em cada comprimento de onda e os índices a, b, ... se referem às espécies químicas do sistema.
Os valores podem ser obtidos pela resolução do sistema de N variáveis e N equações.
Quando duas espécies em equilíbrio químico possuem o mesmo valor de absortividade molar, diz-se que este comprimento de onda é o ponto isosbéstico do par.

### Aplicações
Umas das principais aplicações da absortividade molar e da lei de Beer-Lambert é na oximetria. Ao se incidir luz no comprimento de onda de 650nm e 940nm através dos dedos do paciente, o equipamento é capaz de quantificar a concentração de hemoglobina oxigenada e da hemoglobina desoxigenada, pois estes possuem diferentes valores de absortividades molares nesses comprimentos de onda.

Em bioquímica, a absortividade molar de uma proteína em 280nm se relaciona diretamente com o número de resíduos aromáticos que esta possui, e pode ser calculado com base na sua sequência de aminoácidos. O valor obtido pode ser então utilizado para quantificação de concentrações de soluções desconhecidas dessa proteína.